# Бернаткі (Підляське воєводство)
Бернаткі (пол. Biernatki) — село в Польщі, у гміні Августів Августівського повіту Підляського воєводства.
Населення — 170 осіб (2011).
У 1975-1998 роках село належало до Сувальського воєводства.

## Демографія
Демографічна структура станом на 31 березня 2011 року:
|          | Загалом | Допрацездатний вік | Працездатний вік | Постпрацездатний вік |
| -------- | ------- | ------------------ | ---------------- | -------------------- |
| Чоловіки | 90      | 23                 | 59               | 8                    |
| Жінки    | 80      | 16                 | 53               | 11                   |
| Разом    | 170     | 39                 | 112              | 19                   |